# Змейка (гора)
Зме́йка (от тюрк. жлак-тау — «змеиная гора») — останцовая магматическая гора Пятигорья. Высота 994 м. Ландшафтный памятник природы.
Вторая по площади останцовая гора Пятигорья после Бештау, занимает территорию около 20 км². Расположена в 4,5 км к юго-западу от железнодорожной станции Минеральных Вод. В плане имеет слабо вытянутую на северо-восток овальную форму. Верхняя часть сложена субвулканической интрузией бештаунитов, образующих живописный скальный выступ площадью 2,8 км². В нижней части склона преобладают палеоген-нижненеогеновые глинистые сланцы майкопской серии, местами перекрытые остатками покрова неогеновых вулканических пород — туфов и туфолав. Разрушение вершинного тела бештаунитов привело к широкому развитию каменных осыпей.
У юго-западного подножья горы находится Змейкинское месторождение углекислых гидрокарбонатно-сульфатных кальциево-натриевых вод с минерализацией 3,2—5,6 г/л. Основная их часть добывается с помощью скважины с глубины 1482 м. Температура воды на устье скважины 70—74° С, дебит — 9 л/c.
Восточный и, частично, южный и северный склоны горы нарушены обширным карьером, в котором в 30—80-е годы XX века добывался для строительных целей бештаунит. Карьер представляет собой обширное искусственное обнажение длиной около 3 км и высотой до 500 м. В нём наблюдаются особенности залегания и внутреннего строения субвулканической интрузии бештаунитов, их взаимоотношения с вмещающими осадочными породами, а также остатки покрова неогеновых вулканических туфов, чем определяется научная ценность этой выработки. После прекращения добычи камня в карьере происходит естественное восстановление растительного покрова.
Гора покрыта лесной и горно-луговой растительностью, входящей в северную часть Бештаугорского лесного массива. Преобладают грабово-ясенево-дубовый и грабово-буковый леса, насчитывающие около 60 пород деревьев и кустарников. На вершине лес сменяется полянами субальпийских лугов, а в подножье — луговидной разнотравно-злаковой степью с высокой видовой насыщенностью. Из редких охраняемых видов растений на горе произрастают бук восточный, бересклет карликовый, кизильник Нефедова, шиповник длинный, ясенец кавказский, лилия однобратственная, несколько видов ястребинок.
Является краевым комплексным (ландшафтным) памятником природы (Постановление бюро Ставропольского краевого комитета КПСС и исполкома краевого Совета депутатов трудящихся от 15.09.1961 г. № 676 «О мерах по охране природы в крае»).

## Памятники
- Поселение «Змейское (1—4)» — археологический памятник 4—1 вв. до н. э. Расположен на отрогах горы Змейки, около посёлка Бородыновка[5]
- Памятник десантной группе «Месть»[6]

## Галерея

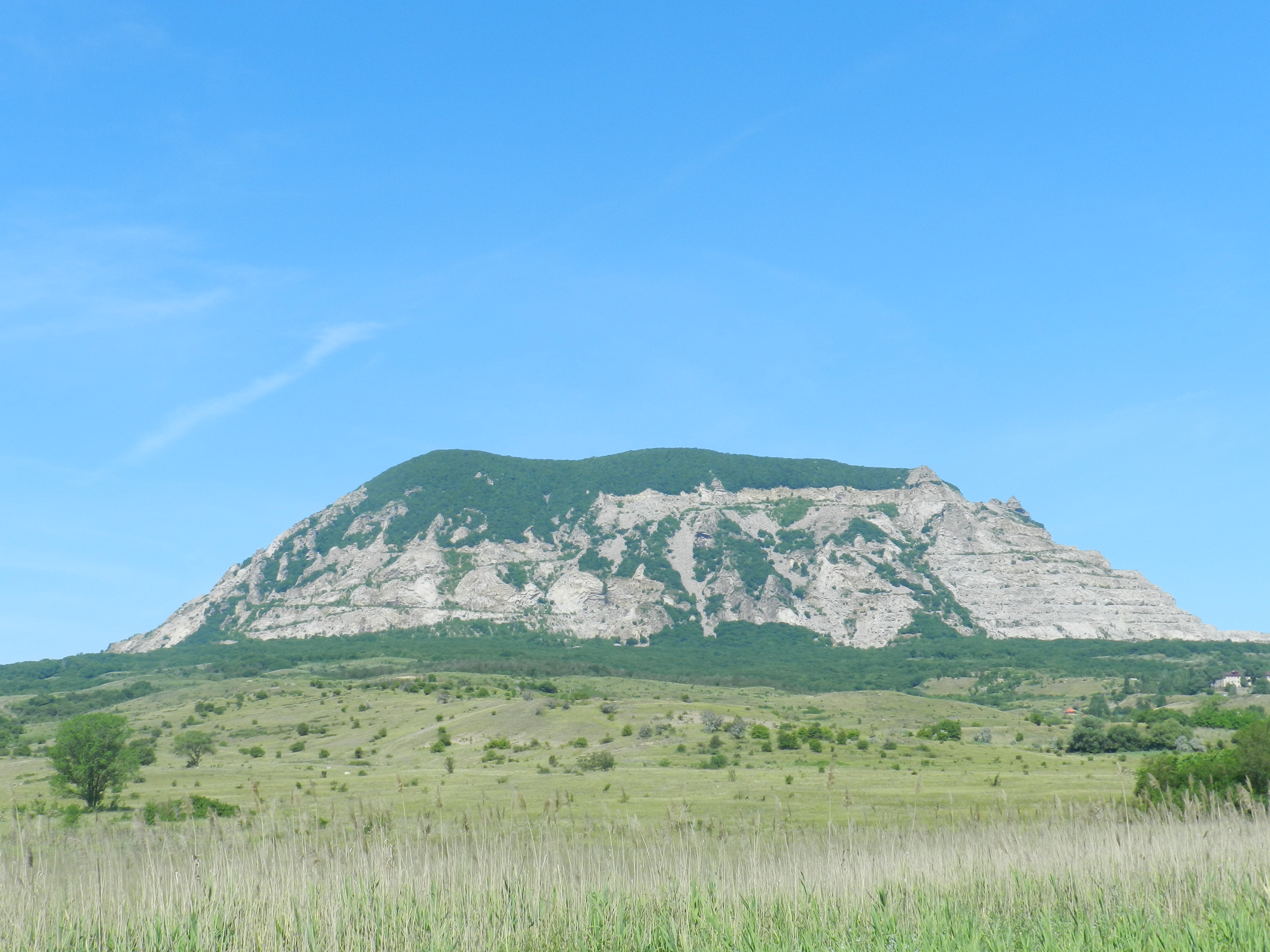
Вид с востока
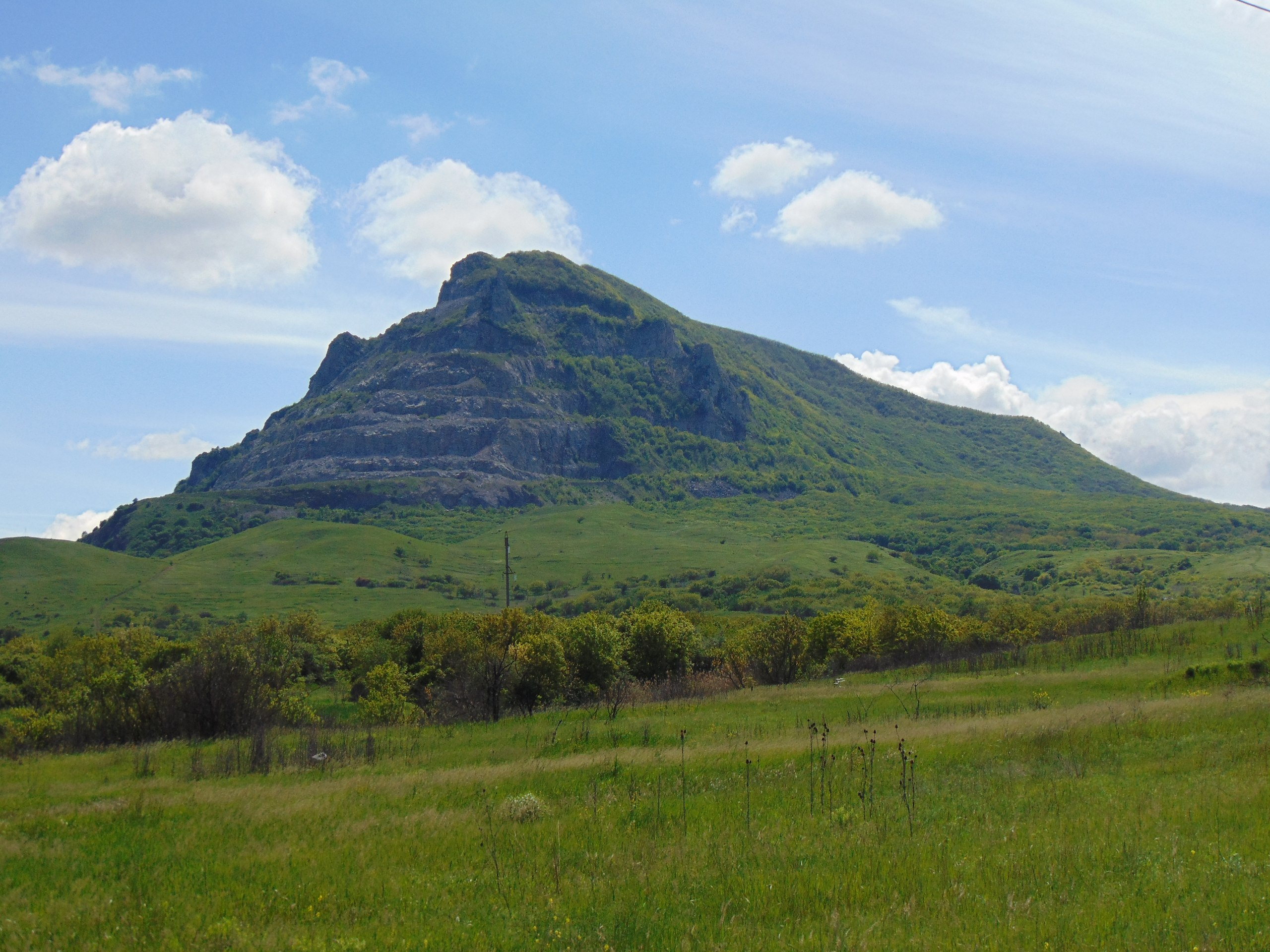
Вид с северо-запада
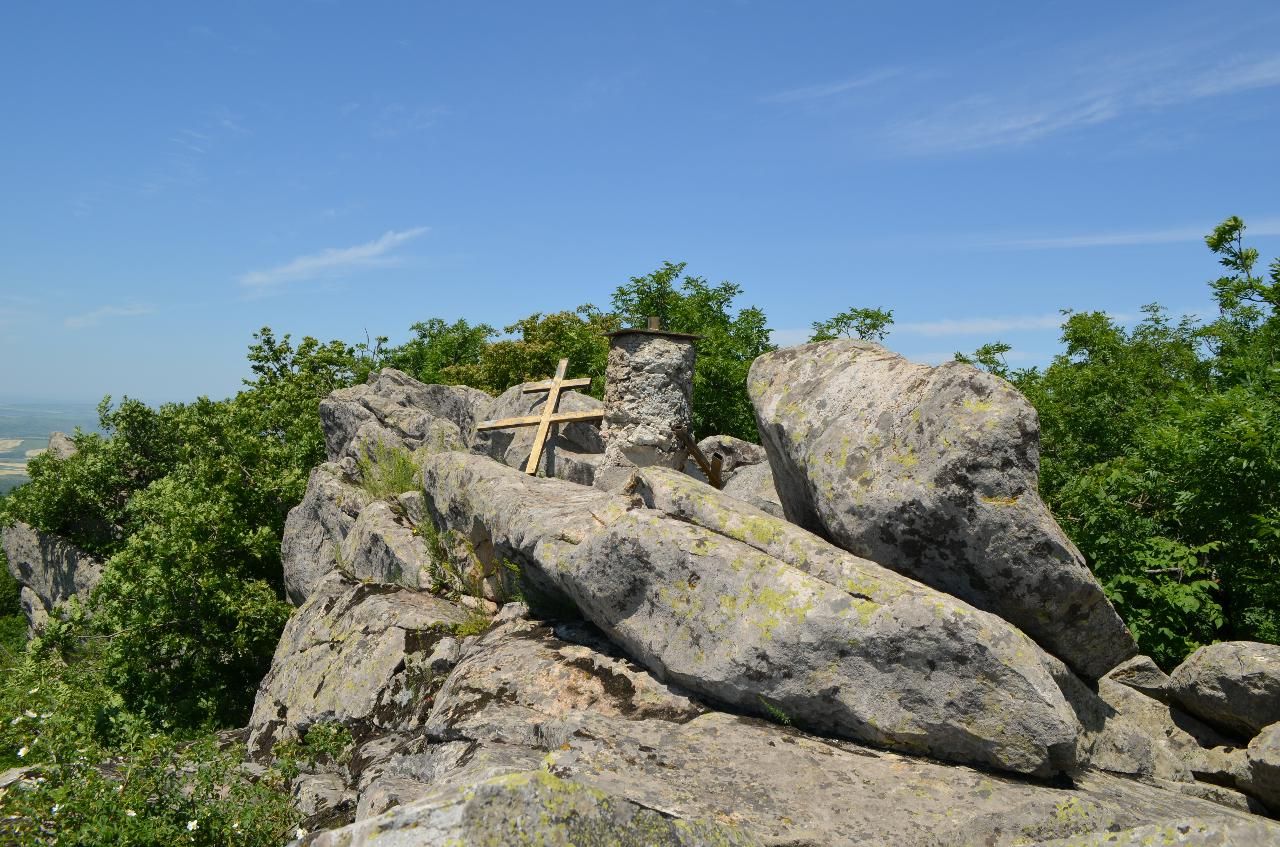
Южная вершина Змейки
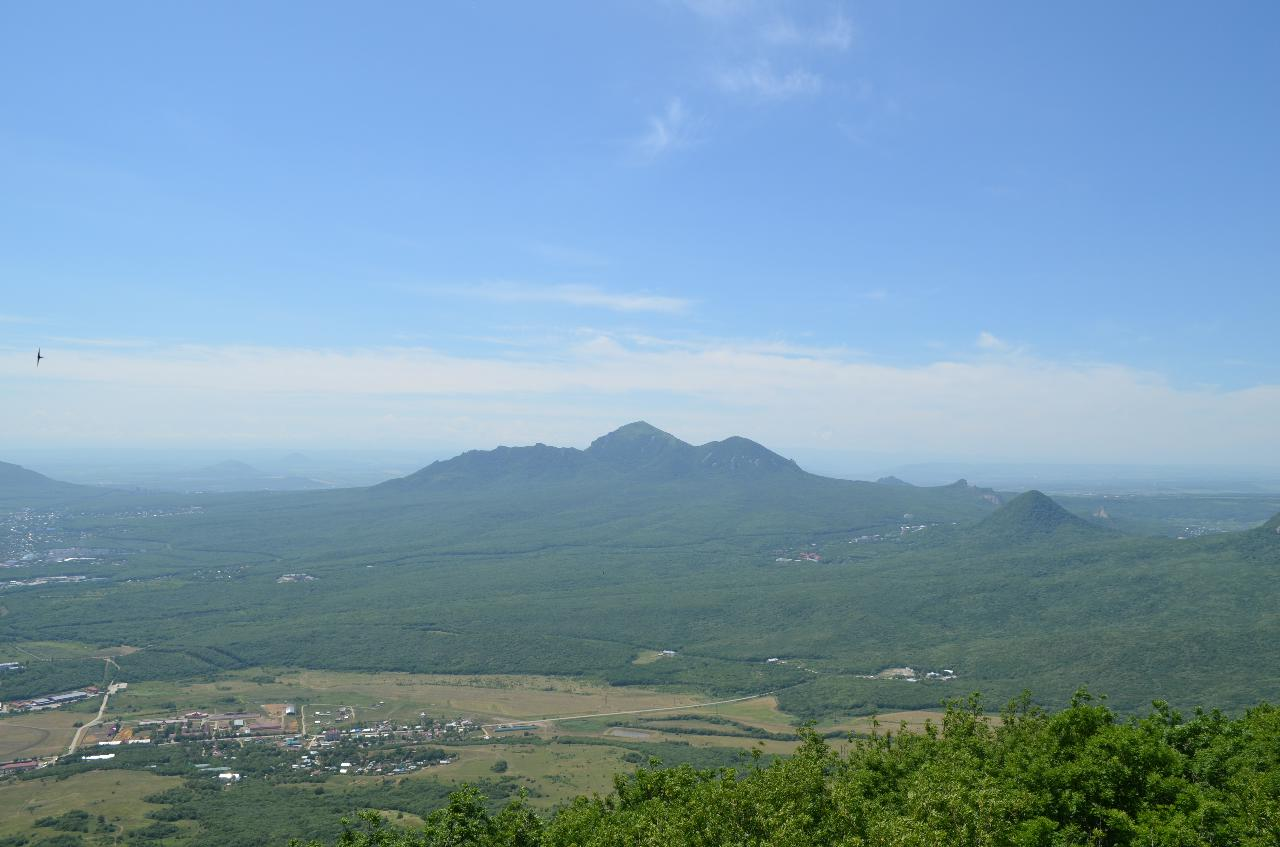
Вид с южной вершины Змейки

## Упоминания в литературе
Неоднократно упоминается в произведениях М. Лермонтова.
- В поэме «Измаил-Бей»:

В тот самый год, осенним днем,

Между Железной и Змеиной,

Где чуть приметный путь лежал,

Цветущей, узкою долиной

Тихонько всадник проезжал.

Кругом, налево и направо,

Как бы остатки пирамид,

Подъемлясь к небу величаво,

Гора из-за горы глядит…

И дале царь их пятиглавый,

Туманный, сизо-голубой,

Пугает чудной вышиной.

- В романе «Княжна Мэри»:

Дорога идет, извиваясь между кустарниками, опускаясь в небольшие овраги, где протекают шумные
ручьи под сенью высоких трав; кругом амфитеатром возвышаются синие громады
Бешту, Змеиной, Железной и Лысой горы.